# Arthur Villard

Arthur Villard (1971)

Arthur Villard (* 4. Oktober 1917; † 15. Mai 1995 in Biel) war ein Schweizer Politiker (SP).

## Leben
Villard ging in Biel zur Schule und besuchte von 1933 bis 1937 das Lehrerseminar in Pruntrut. Danach arbeitete er als Heimarbeiter und Hausierer. Von 1943 bis 1951 war er Lehrer in Evilard und nach seiner „Entlassung ab 1953 in Biel-Madretsch“.
Villard war in den 1960er Jahren Präsident der Internationale der Kriegsdienstgegner, der Schweizer Sektion der War Resisters’ International und wurde in der Schweiz mehrmals wegen Kriegsdienstverweigerung verurteilt. Er war „Mitgründer einer Sektion der Gesellschaft Schweiz-Sowjetunion“. Von 1966 bis 1979 war er Grossrat des Kantons Bern; von 1968 bis 1976 war er Bieler Stadtrat, und von 1976 bis 1979 Bieler Gemeinderat (Stadtregierung). 1970 erhielt er, zusammen mit zwei anderen „Nonkonformisten“, von Friedrich Dürrenmatt einen Dürrenmatt verliehenen Literaturpreis; der ihm auch einen „Psalm“ widmete. Von 1971 bis zu seinem Rücktritt 1979 war er Mitglied des Nationalrates.
Villards Nachlass befindet sich im Schweizerischen Sozialarchiv.